# Хорол (станція)
Хоро́л  — проміжна залізнична станція 3-го класу Полтавської дирекції Південної залізниці на неелектрифікованій лінії  Ромодан — Кременчук. Розташована в однойменному місті Лубенського району Полтавської області.

## Історія

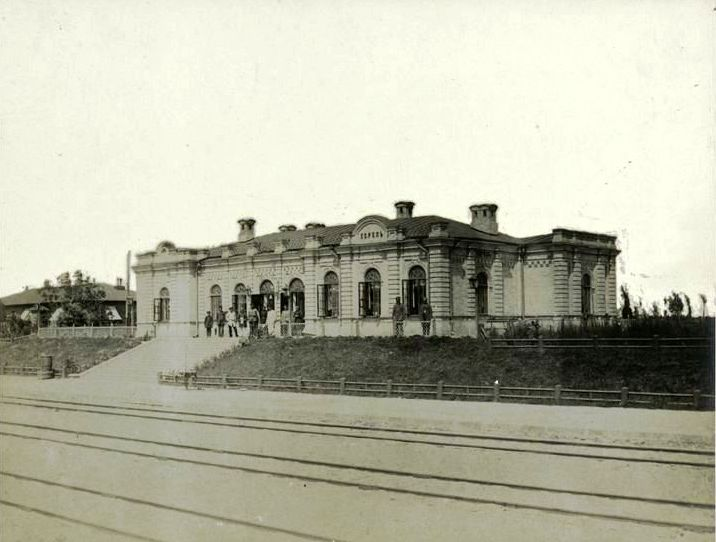
Вокзал станції Хорол до перебудови (після Другої світової війни)

Кінець XIX століття ознаменувався бурхливим будівництвом залізниць: розпочалося будівництво Харківсько-Миколаївської залізниці, а разом з будівництвом лінії Бахмач — Кременчук у 1887 році, прокладена залізниця через невелике містечко Хорол, де і була відкрита однойменна станція, за 5 км на захід від сучасного центра міста Хорол (нині — в межах міста). У 1888 році починається регулярний рух поїздів лінією Ромни — Кременчук. Залізниця сприяла активному розвитку регіону, зокрема і Хорола, адже лише через рік після відкриття вантажообіг станції становив 1,5 млн пудів вантажу на рік.
Під час Другої світової війни станція була повністю зруйнована, а з усіх будівель до наших часів збереглося лише дві будівлі: залізничний вокзал та водонапірна вежа. Під час окупації поруч зі станцією німецькими військами був облаштований табір для військовополонених «Хорольська яма». 19 вересня 1943 року місто Хорол було звільнено, а станцію у рекордні терміни було відбудовано.
У 2008 році проведено капітальний ремонт вокзалу станції Хорол.

## Пасажирське сполучення
На станції Хорол зупиняються поїзди далекого та приміського сполучення:
| Рух поїздів по станції Хорол |                                        |                                 |
| №                            | Маршрут сполучення                     | Періодичність курсування        |
| Приміське сполучення         |                                        |                                 |
| 6683/6684                    | Кременчук — Ромодан                    | Щоденно                         |
| 6687/6688                    | Кременчук — Ромодан                    | Щоденно                         |
| Далеке сполучення            |                                        |                                 |
| 129/130                      | Кременчук — Чернівці                   | Через день                      |
| Скасовані поїзди             |                                        |                                 |
| 129/130 149/150              | Кременчук — Івано-Франківськ / Ворохта | Курсував через день             |
| 659/660                      | Кременчук — Бахмач                     | Курсував щоденно, крім вівторка |
| 759/760                      | Кременчук — Бахмач                     | Курсував щоденно                |

## Послуги
Станція надає послуги:
- прийом та видача вагонних відправок вантажів, які допускаються до зберігання на відкритих майданчиках станцій;
- прийом та видача вантажів вагонними і дрібними відправками, що завантажуються цілими вагонами, лише на під'їзних коліях і місцях незагального користування;
- прийом та видача вагонних відправок вантажів, які потребують зберігання у критих складах станцій;
- продаж квитків на всі пасажирські поїзди.